# Nada (voornaam)
Nada is een voornaam. Het kan een variant zijn van de Oost-Europese naam Nadia, dat hoop betekent.
In het Arabisch heeft Nada echter de betekenis "dauw" en kan zowel voor meisjes als voor jongens gebruikt worden.
De naam wordt sinds ca. 1970 in Nederland tot 2020 vooral aan meisjes gegeven. De voornaam 'Nada' komt vooral voor bij personen geboren in Voormalig Joegoslavië, Irak, Marokko, Egypte, Libanon, Syrië en Soedan inclusief Zuid-Soedan.

## Trivia
Nada betekent "niets' in het Galicisch, Portugees en Spaans. Deze betekenis leidt niet tot gebruik als voornaam in deze landen.